# Amorbia jaczewskii
Amorbia jaczewskii es una especie de polilla del género Amorbia, tribu Sparganothini, subfamilia Tortricinae.

## Distribución
Se distribuye por Ecuador.

## Taxonomía
Fue descrita por Razowski & Wojtusiak en 2008 y publicada en Genus 19: 535.